# Velické pleso
Velické pleso (deutsch Felker See, ungarisch Felkai-tó, polnisch Wielicki Staw) ist ein Gebirgssee (genauer ein Karsee) auf der slowakischen Seite der Hohen Tatra.
Er befindet sich im Tal Velická dolina (deutsch Felker Tal) und seine Höhe beträgt 1665 m n.m. Seine Fläche liegt bei 12.290 m², er misst 350 × 90 m und ist bis zu 4,6 m tief. Der See liegt innerhalb der Krummholzstufe und durch ihn fließt der Velický potok (deutsch Felker Wasser), ein linksseitiger Zufluss des Poprad.
Der See übernahm den Talnamen und ist nach dem Ort Veľká, heute Stadtteil von Poprad, benannt worden. Manchmal erscheint im Slowakischen das Adjektiv veľčiansky mit der gleichen Bedeutung. Der älteste bekannte Name stammt von Georg Buchholtz d. Ä. und lautet Görlsdorffer See (1719) und ist wegen der Lage zutreffender: der See liegt am östlichen Fuß des Bergmassivs von Gerlachovský štít (deutsch Gerlsdorfer Spitze) und historisch verlief durch die Seemitte die Grenze zwischen der Gemeindegebieten von Gerlachov (deutsch Gerlsdorf) und Veľký Slavkov (deutsch Großschlagendorf).
In älteren Quellen erscheint gelegentlich der fehlerhafte Name Veľké jazero und die polnische Form Wielkie Jezioro (beide wörtlich Großer See) sowie die an die deutschen und ungarischen Namen angelehnte Bezeichnung Felčanské jazero. Durch ein Missverständnis des deutschen Namens Felka, der mit dem Wort Falke gleichgesetzt wurde, erschien z. B. in einer Karte aus dem Jahr 1956 der Name Sokolie jazero.
Der See ist touristisch gut erschlossen: am Ostufer verläuft ein grün markierter Wanderweg von Tatranská Polianka zum Sattel Poľský hrebeň und kreuzt sich am Südufer an der Gabelung Sliezsky dom mit dem rot markierten Wanderweg Tatranská magistrála. Dort steht auch das Berghotel Sliezsky dom.